# Tricerma viscifolium
Tricerma viscifolium là một loài thực vật có hoa trong họ Dây gối. Loài này được (Griseb.) Lundell miêu tả khoa học đầu tiên năm 1971.